# Staatsangehörigkeit in der anglophonen Karibik
Das Recht der Staatsangehörigkeit in der anglophonen Karibik (British West Indies oder allgemeiner Commonwealth Caribbean) steht in der Tradition des Mutterlandes. Die Gesetze der einzelnen unabhängig gewordenen Inseln Antigua und Barbuda, Dominica, Grenada, Jamaika, St. Kitts und Nevis, Saint Lucia, St. Vincent und die Grenadinen und Trinidad & Tobago sind bis heute stark davon geprägt und unterscheiden sich im Kern wenig. Mit behandelt werden auch die verbliebenen britischen Überseegebiete in der Karibik und Bermuda. Zwar richtet sich deren Staatsangehörigkeitsrecht nach dem britischen, sie haben jedoch alle unterschiedliche Vorschriften für lokale Zugehörigkeiten, die volle Bürgerrechte vermitteln. Nicht mit abgehandelt werden hier Britisch-Guayana, unabhängig seit 1966 als Guyana und Britisch-Honduras, unabhängig seit 1981 als Belize.
Wie in der Tradition des Common-Law-Rechtsraums üblich dient die Geburtsurkunde als Nachweis des Staatsangehörigkeitsanspruchs, da alle Länder dem Geburtsortsprinzip (ius soli) ein starkes Gewicht beimessen.

## Koloniales Recht seit 1914

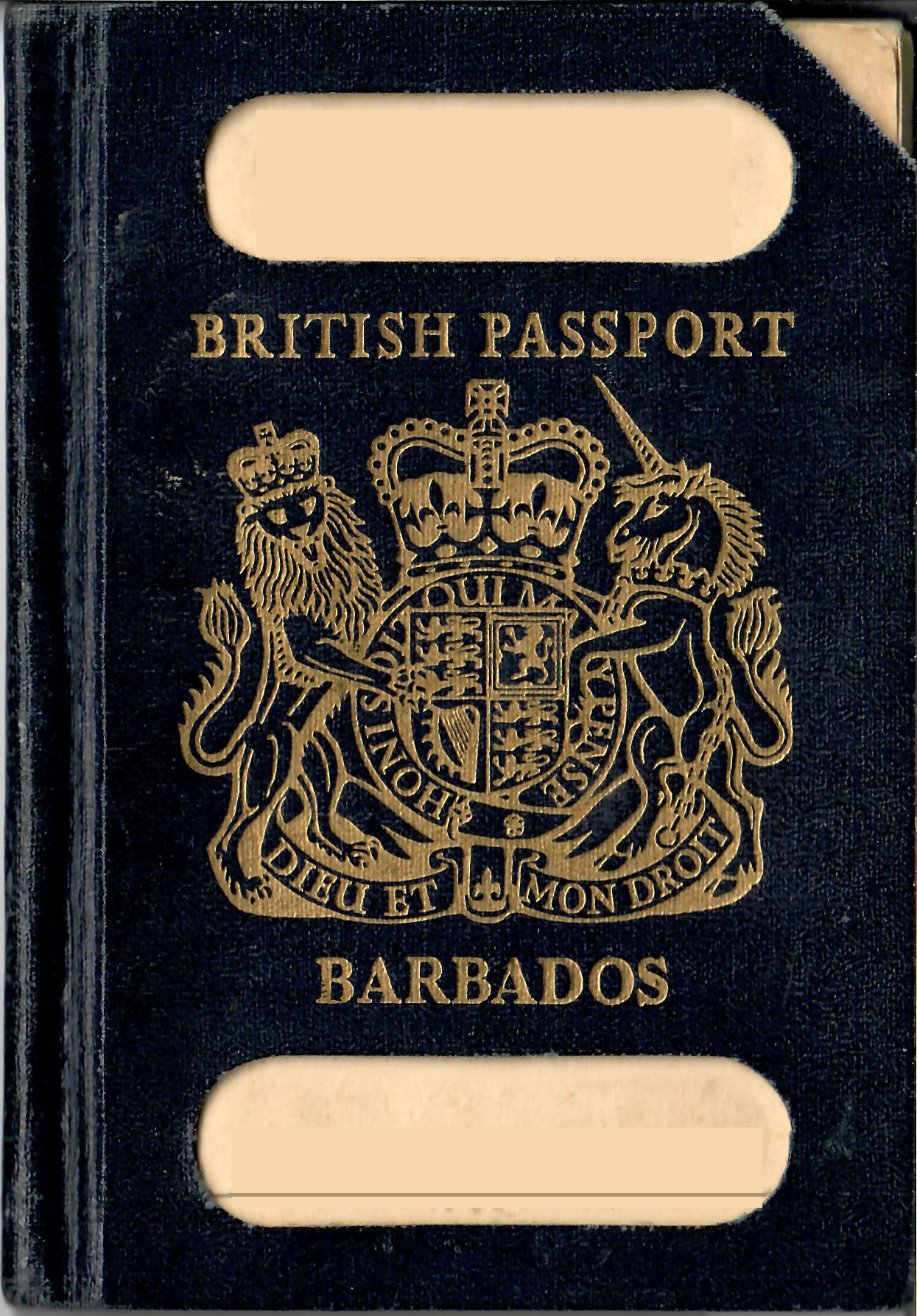
Das Muster der seit 1945 einheitlichen britischen Reisepässe mit dem ausstellenden Territorium auf dem Umschlag.

Alle britischen karibischen Besitzungen waren Kolonien, ihre Bewohner somit “British Subjects”, nicht wie die Untertanen in Protektoraten oder den indischen Fürstenstaaten “British Protected Persons”. Zuwanderer mit letzterem Status fanden sich zur Unabhängigkeit vor allem in Trinidad.
Einheitlich für das gesamte Empire definierte der British Nationality and Status of Aliens Act 1914, in Kraft zum Jahresbeginn 1915, den Status eines, theoretisch überall gleichberechtigten, britischen Untertanen (“British subject”).
Die Ratifizierung der drei Haager Verträge zur Staatsangehörigkeit in den 1930er Jahren wurde auf alle Kolonien ausgedehnt.
Der British Nationality Act 1948 schuf die Grundlage, auf der die Dominions eigene Staatsangehörigkeiten einrichteten. Er blieb für alle Kolonien und Schutzgebiete maßgebend. Die Änderung des Begriffs “British subject” in “Commonwealth Citizens” (CUKC) war anfangs eine semantische, um den Sensibilitäten der neu unabhängigen Staaten des indischen Subkontinents Rechnung zu tragen. Seit Beginn der 1960er wurde die bisherige Gleichberechtigung immer mehr eingeschränkt.
Durch mehrere Gesetze für das Mutterland 1965–71 wurde den CUKCs eines der Grundrechte jeder Staatsangehörigkeit entzogen – das Recht auf Einreise und Aufenthalt im eigenen Land, das heißt Großbritannien und Nord-Irlands. Zunächst zielten die Zuwanderungskontrollen gegen “WOGs” vom indischen Subkontinent. Die freie, massenhafte Zuwanderung wurde auch für Westinder 1971 abgeschafft.
Durch den British Nationality Act 1981 wurden die kolonialen Untertanen, auch wenn sie im Mutterland lebten, vom “British Citizen” getrennt.

### Britische Kolonien in der Karibik

Entwicklung des Kolonialbesitzes in der Karibik. Britische Besitzungen ocker.

Einzelne Kolonien hatten lokale Einbürgerungsregeln erlassen. Seit der zweiten Hälfte des 19. Jahrhunderts hatte man die verschiedenen Inseln gruppiert zu den Kolonien der “British Windward Islands” und “British Leeward Islands” zusammengefasst. Bereits im ausgehenden 19. Jahrhundert hatte es Pläne gegeben, die “West Indies Colonies” zu einer Föderation unter einem einzigen Gouverneur zusammenzuschließen. Die meisten Inseln waren im geringen Umfang selbstverwaltend, sie hatten einen Rat (“Council”) mit Mitspracherechten in lokalen Fragen.
In den 1950er Jahren plante man in Whitehall staatsrechtliche Experimente, deren Ziel es war, föderale Bundesstaaten in den Kolonien zu erhalten.
Die aus zwölf „Provinzen“ bestehende Westindische Föderation bestand nur 1958 bis Mai 1962 als die beiden mit zusammen 78 % der Bewohner bevölkerungsreichsten Glieder, nämlich Jamaika und Trinidads & Tobago als unabhängige Staaten ausschieden. Überbleibsel dieser Zeit sind der East Caribbean Dollar und das West Indies Cricket Team.
Antigua, Dominica, Grenada, Saint Christopher-Nevis-Anguilla, Saint Lucia und Saint Vincent wurden 1967 als „assoziierte Staaten“ dem Vereinigten Königreich verbunden. Für deren Einwohner, so sie CUKCs waren, wurde der Status “United Kingdom, Associated States and Colonies” geschaffen. Alle dieser Inseln wurden zu verschiedenen Zeitpunkten unabhängig, behielten jedoch den gemeinsamen obersten Gerichtshof, heute Eastern Caribbean Supreme Court genannt. Als Revisionsgericht entscheidet er auch in Staatsangehörigkeitssachen.

### Seit 1982
Bis heute erhalten blieb im Recht die Unterscheidung, ob die Staatsbürgerschaft durch Geburt (im Inland), Abstammung (“by descent”) oder Einbürgerung (“by naturalization”) erworben wird.

Bestimmungen, die uneheliche Kinder benachteiligen oder noch nicht die volle Gleichberechtigung der Frau brachten finden sich in vielen Gebieten, sie wurden oft erst nach dem Jahr 2000 geändert.
Fast alle Territorien erlauben die vereinfachte Einbürgerung von “Commonwealth Citizens” (CUKC), teilweise einschließlich Iren. In neuerer Zeit spricht man von “Schedule 1”, dem Anhang des Gesetzes, in dem die Länder des Commonwealth aufgeführt sind.

## Unabhängige Inselstaaten

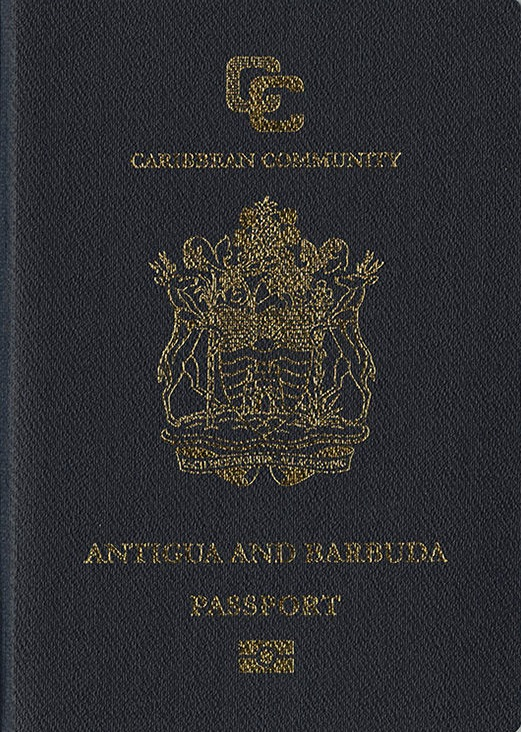
Für die Bürger der CARICOM begann man 2005 einheitliche Reisepässe auszugeben.

Der übliche Ablauf zur Gewährung der Unabhängigkeit war es, auf einer Konferenz der Kolonialbeamten und Politiker der jeweiligen Insel in London eine (neue) Verfassung vorzubereiten oder zu erarbeiten. Für die seit den 1970ern unabhängig gewordenen Inseln unterscheiden sich die staatsangehörigkeitsrechtlichen Übergangsbestimmungen, die darin eingearbeitet wurden, wenig. Viele Vorschriften der britischen Staatsangehörigkeitsgesetze 1948 und 1981 wurden überall wortgleich übernommen.
Hinsichtlich der Einbürgerungsvorschriften wurden die britischen von 1948 fast immer übernommen. Das bedeutet „guter Charakter“ (d. h. keine oder nur geringe Vorstrafen), und Erfüllung einer Mindestwohnsitzdauer, wobei die letzten zwölf Monate durchgehend im Lande zu verbleiben war. Normalerweise sind die Anträge vor einem Notar oder “justice of the peace” zu beglaubigen. Einzubürgernden verlangt man die Leistung eines Treueeids ab, auf den bei bisher britischen Untertanen manchmal verzichtet wird.
Mit Ausnahme der Bahamas erwirbt man die Staatsangehörigkeit durch Geburt im Inland (ius soli), auch wenn beide Eltern Ausländer sind. Dazu gehörten u. a. die Regelungen, dass Geburt an Bord oder Flugzeug der im Inland gleichgestellt ist; Beamte, die für die Regierung im Ausland tätig sind, gelten als im Inland lebend. Allgemein gilt der Ausschluss von den ius soli-Bestimmungen von Kindern von Diplomaten oder männlichen Besatzungssoldaten.
Ebenfalls übernommen wurde die Unterscheidung zwischen Einbürgerung und dem erleichterten Antragsverfahren (“by registration”), das oft auf einem Rechtsanspruch beruht. Auch derartige Neubürger der Inselstaaten müssen meist einen Treueeid leisten.
Der „gute Charakter“ als Einbürgerungsvoraussetzung bedeutet normalerweise keine Verurteilung zu mehr als einem Jahr Gefängnis und nicht in Konkurs bei Antragstellung. Von internationaler Praxis weicht ab, dass kaum eines der Länder von Einbürgerungskandidaten den Nachweis eines gesicherten Lebensunterhalts verlangt. Bei Betrug oder Falschangaben können Einbürgerungen widerrufen werden. Volljährig ist man mit 18, auf den Bahamas und Barbados mit 21 Jahren.
Alle Länder erlauben die Aufgabe ihrer Staatsbürgerschaft, normalerweise um eine andere annehmen zu können. Der Entzug ist möglich bei Eintritt in eine fremde Wehrmacht, Hochverrat bzw. Illoyalität gegenüber dem Monarchen/der Regierung, oder (ungenehmigtem) Dienst als Beamter einer fremden Regierung.
Bei Findelkindern wird normalerweise Inlandsgeburt und somit ius soli-Erwerb angenommen.
Staatenlose und politische Flüchtlinge
Die wenigsten der Inselstaaten sind den Staatenlosenkonventionen beigetreten. Granada, St. Lucia und Barbados haben die Genfer Flüchtlingskonvention nicht gezeichnet, sind aber der amerikanischen Menschenrechtskonvention beigetreten. Dementsprechend fehlen erleichternde Vorschriften für diesen, zugegebenermaßen im Kontext sehr kleinen, Personenkreis in den jeweiligen Staatsangehörigkeitsgesetzen.

### Antigua und Barbuda
Die Verfassung verlieh die neue Staatsangehörigkeit allen denjenigen CUKCs, die vor der Unabhängigkeit auf den Inseln geboren oder eingebürgert gewesen waren. Dazu Kinder und Ehepartner (auch Witwen) der wie vor Qualifizierten. Ebenso Personen mit mindestens einem Großelternteil, die die Bedingungen erfüllt hatten/hätten.
Bei Inlandsgeburt gilt ius soli, bei Auslandsgeburt wird die Staatsbürgerschaft nur in der ersten Generation weitervererbt. Uneheliche, minderjährige Kinder einer ausländischen Mutter werden durch Vaterschaftsanerkennung oder Legitimation automatisch Staatsangehörige. Durch Adoption werden Minderjährige automatisch Staatsbürger, wenn der Adoptivvater diesen Status hat.
Einbürgerungsvoraussetzungen
- 5 Jahre Wohnsitz, davon 12 Monate vor Antragstellung durchgehend und Absicht dauerhaft hier zu leben
- Volljährig und geschäftsfähig
- „guter Charakter“ nachgewiesen durch lokales Führungszeugnis (nur 24 Std. gültig) sowie aus allen Ländern, in denen der Antragsteller jemals länger als 6 Monate gelebt hat

Durch Registrierung, als Rechtsanspruch, können Bürger werden:
- Ehepartner, nach 3 Jahren.
- im Lande Geborene, die aus irgendwelchen Gründen nicht automatisch Bürger ab Geburt wurden.
- ehemalige Staatsbürger.

Anträge reicht man im Passport Office ein.
Staatsbürgern ab Geburt kann diese Eigenschaft nicht aberkannt werden.

### Bahamas
Die Verfassung verlieh die neue Staatsangehörigkeit allen denjenigen CUKCs mit “Bahamian status”, die vor der Unabhängigkeit auf den Inseln geboren oder eingebürgert gewesen waren – letzteren jedoch nur dann, wenn sie am 9. Juli 1974 hier wohnten. Außerdem CUKCs, die nicht Bahamian waren, sofern sie sechs Jahre hier gelebt hatten. Im Ausland geborenen Bahamaern nur, wenn ihr Vater den Status hatte.
Bei Geburt im Inland wird man Bahamaer falls mindestens ein Elternteil Staatsangehöriger ist. Bei unehelicher Auslandsgeburt erfolgt dies nicht automatisch, wenn nur die Mutter Staatsangehörige ist. Diese Kinder haben ihren Anspruch vor dem 21. Geburtstag anzumelden. Doppelstaatler ab Geburt müssen ggf. vor ihrem 21. Geburtstag für die bahamaische optieren.
Uneheliche, minderjährige Kinder einer ausländischen Mutter werden durch Vaterschaftsanerkennung oder Legitimation automatisch Staatsangehörige. Durch Adoption werden Minderjährige automatisch Staatsbürger, wenn der Adoptivvater diesen Status hat.
Die bahamaische Staatsbürgerschaft geht bei Annahme einer fremden automatisch verloren; nach dem 21. Geburtstag ist doppelte Staatsbürgerschaft verboten.
Einbürgerungsvoraussetzungen
- 10 Jahre Daueraufenthaltserlaubnis mit mindestens 6 Jahren Wohnsitz, davon 12 Monate vor Antragstellung durchgehend und Absicht dauerhaft hier zu leben
- Volljährig (21) und nicht geisteskrank (“of unsound mind”[31])
- „guter Charakter“ nachzuweisen durch polizeiliches Führungszeugnis und zwei Charakterzeugen, die den Antragsteller seit 5 Jahren kennen müssen
- Kenntnisse der englischen Sprache
- Aufgabe bisheriger Staatsangehörigkeiten
- Lebenslauf, Schulzeugnisse

Durch Registrierung, als Rechtsanspruch, können Bürger werden:
- Ehefrauen, ohne Wartefrist, unter Aufgabe anderer Staatsangehörigkeit und Eidesleistung.
- Kinder eines Eingebürgerten, als Ermessensentscheidung.
- Kinder von Staatsangehörigen, die aus irgendwelchen Gründen nicht nach dem Abstammungs- oder Geburtsortsprinzips automatisch Bürger geworden sind, als Ermessensentscheidung des Außenministers in seiner Eigenschaft als “Minister for Nationality and Citizenship”.
- Für die große Zahl staatenloser Kinder, hier geboren und meist haitianischer Abstammung, besteht die Möglichkeit zur Registrierung nur vom 18. bis 19. Geburtstag; nach Fristversäumnis bleibt normale Einbürgerung.
- CUKCs, sofern sie die allgemeinen Einbürgerungsbedingungen erfüllen.

Anträge werden innerhalb 3–4 Wochen beschieden.

### Barbados
Gemäß der Verfassung wurden zum 30. November 1966 alle auf der Insel lebenden CUKCs Barbadier.
Im Ausland geborene uneheliche Kinder werden nur dann per Abstammung Barbadier, falls die Mutter auf der Insel geboren wurde. Uneheliche, minderjährige Kinder einer ausländischen Mutter werden durch Vaterschaftsanerkennung oder Legitimation automatisch Staatsangehörige. Durch Adoption werden Minderjährige automatisch Staatsbürger, wenn der Adoptivvater diesen Status hat.
Einbürgerungsvoraussetzungen
- 5 Jahre Wohnsitz, davon 12 Monate vor Antragstellung durchgehend und Absicht dauerhaft hier zu leben
- Volljährig und geschäftsfähig
- „guter Charakter“
- ggf. örtliche Schulzeugnisse

Durch Registrierung können Bürger werden:
- Ehefrauen, ohne Wartefrist, sofern geschäftsfähig und keine Gefahr für die nationale Sicherheit.
- Kinder von Staatsangehörigen, die aus irgendwelchen Gründen nicht nach dem Abstammungs- oder Geburtsortsprinzips automatisch Bürger geworden sind, als Ermessensentscheidung.
- in Barbados geborene Kinder Staatenloser.

Ermessensentscheidungen müssen nicht mit einer Begründung versehen werden, Widerspruch ist nicht zulässig.

### Dominica
Zur Unabhängigkeit wurde jeder auf der Insel geborene oder seit 1948 eingebürgerte CUKC zum Dominicaner. Dies galt auch bei Auslandswohnsitz, sofern ein Elternteil den Status nach vorstehendem erwerben würde. Dazu Kinder und Ehepartner (auch Witwen) der wie vor Qualifizierten. Außerdem andere CUKCs, sofern sie die sieben Jahre vor der Unabhängigkeit hier gewohnt hatten.
Bei Auslandsgeburt wurde die Staatsangehörigkeit anfangs nur über den Vater vererbt. Weitergabe der Staatsbürgerschaft durch Abstammung ist nur in der ersten Generation möglich. Adoptierte Kinder werden nur dann automatisch Staatsbürger, wenn ein Adoptivelternteil Dominicaner ab Geburt ist.
Einbürgerungsvoraussetzungen
- 7 Jahre Wohnsitz, davon 12 Monate vor Antragstellung durchgehend und Absicht dauerhaft hier zu leben
- Volljährig und geschäftsfähig
- „guter Charakter,“ nachzuweisen durch Führungszeugnis und Erklärungen zweier Zeugen
- Gesundheitszeugnis und HIV-Test
- Kenntnisse der englischen Sprache

Durch Registrierung, als Ermessensentscheidung, können Dominicaner werden:
- Ehepartner, nach 3 Jahren, sofern die anderen Einbürgerungsbedingungen erfüllt sind.
- Kinder von Staatsangehörigen, die aus irgendwelchen Gründen nicht nach dem Abstammungs- oder Geburtsortsprinzips automatisch Bürger geworden sind.
- Bis 2023:[37] Uneheliche, minderjährige Kinder einer ausländischen Mutter nach Vaterschaftsanerkennung oder Legitimation, nachdem sie 3 Jahre auf der Insel gelebt haben.
- ehemalige Staatsbürger.
- CUKCs nach 7 Jahren Wohnsitz.
- CUKCs, die als Staatsdiener 3 Jahre im Lande gelebt haben, als Ermessensentscheidung.

Beim Verlust der Staatsbürgerschaft, wegen Annahme einer fremden gilt noch das Prinzip der Familieneinheit, d. h. beim Ausscheiden sind Ehefrau und minderjährige Kinder automatisch mit betroffen.

### Grenada
Staatsangehörigkeitsfragen Grenadas regelt Chapter VII der Verfassung 1973. Die nördlichen Grenadinen wurden 1979 an St. Vincent abgetreten.
Weitergabe der Staatsbürgerschaft durch Abstammung ist nur in der ersten Generation möglich.
Durch Adoption werden Minderjährige automatisch Staatsbürger, wenn mindestens ein Adoptivelternteil diesen Status hat.
Einbürgerungsvoraussetzungen
- 5 Jahre Wohnsitz, davon 12 Monate vor Antragstellung durchgehend und Absicht dauerhaft hier zu leben
  - Seit 2012 müssen Einbürgerungskandidaten während der Wartefrist zusätzlich eine Daueraufenthaltserlaubnis für mindestens zwei Jahre gehabt haben
- Volljährig und geschäftsfähig
- „guter Charakter“ nachzuweisen durch eine Charakterreferenz sowie Führungszeugnisse des Heimatlandes und Grenadas.
- Kenntnisse der englischen Sprache
- Gesundheitszeugnis mit TB-, Syphilis und HIV-Test

Durch Registrierung, als Rechtsanspruch, können Bürger werden:
- Ehepartner, nach 5 Jahren.
- im Ausland geborene Kinder eines verstorbenen grenadinischen Elternteils, nach 3 Jahren Wohnsitz.
- Uneheliche Kinder unter 21 einer ausländischen Mutter nach Vaterschaftsanerkennung oder Legitimation.
- anerkannte Flüchtlinge, die einen inländischen Ehepartner haben.

Zuständig ist das “Department of Home Affairs in the Office of the Prime Minister”. Einen weiten Ermessensspielraum für Erleichterungen hat der Minister bei anerkannten Flüchtlingen und Staatenlosen, sofern diese „guten Charakters“ sind.
Einbürgerungen können rückgängig gemacht werden, falls der Neubürger (auch Investor) innerhalb fünf Jahren zu mehr als einem Jahr Haft verurteilt wird. Dies selbst dann wenn Staatenlosigkeit eintreten würde.

### Jamaika
Jamaikaner wurde bei Unabhängigkeit 1962 alle am 6. August 1962 auf der Insel Wohnende, der hier auch geboren worden war. Dazu weltweit Kinder in Jamaika geborener Väter. Staatsbürgern ab Geburt kann diese nie entzogen werden.
Durch Adoption werden Minderjährige automatisch Staatsbürger, wenn mindestens ein Adoptivelternteil diesen Status hat.
Einbürgerungsvoraussetzungen
- 4 Jahre Wohnsitz (innerhalb sieben) plus die 12 Monate vor Antragstellung durchgehend und Absicht dauerhaft hier zu leben
- Volljährig und geschäftsfähig
- „guter Charakter,“ nachzuweisen durch vier Charakterzeugen, die keine Verwandten oder Beamte sein sollen
- Nachweis gesicherten Lebensunterhalts (“financially solvent”) und Steuerzahlung
- Anzeige der Einbürgerungsabsicht durch zwei Zeitungsannoncen

Durch Registrierung können Bürger werden:
- Ehepartner, ohne Wartezeit, aber geschäftsfähig usw., als Rechtsanspruch.
- minderjährige Kinder eines Eingebürgerten, als Ermessensentscheidung.
- Kinder von Staatsangehörigen, die aus irgendwelchen Gründen nicht nach dem Abstammungs- oder Geburtsortsprinzips automatisch Bürger geworden sind, als Ermessensentscheidung des Ministers.
- ehemalige Staatsbürger, falls Abstammungsjamaikaner, als Rechtsanspruch.
  - Auslandsjamaikaner (“by descent”) mit Eltern oder Großeltern von der Insel müssen die “Certification of Jamaican Citizenship” einholen (auch bei Neuausstellung eines Reisepasses).
- CUKCs, mit Nachweis gesicherten Lebensunterhalts und Steuerzahlung.

Als Bearbeitungszeitraum wird 2023 ca. 24 Monate angegeben.

### St. Kitts und Nevis
Die Verfassung verlieh die neue Staatsangehörigkeit allen vor dem Unabhängigkeitstag britischen Bürgern, die auf den Inseln geboren oder eingebürgert gewesen waren. Dazu Kinder und Ehepartner der wie vor Qualifizierten. Ebenso Personen mit mindestens einem Großelternteil, die die Bedingungen erfüllt hatten/hätten. Britische Staatsbürgerschaft blieb erhalten, British Dependent Territories citizenship ging verloren, wenn keine Bindung zu den Inseln bestand.
Ein detailliertes Staatsangehörigkeitsgesetz erging 1984. Mehrstaatlichkeit ist erlaubt.
Uneheliche, minderjährige Kinder einer ausländischen Mutter werden durch Vaterschaftsanerkennung oder Legitimation automatisch Staatsangehörige. Durch Adoption werden Minderjährige automatisch Staatsbürger, wenn mindestens ein Adoptivelternteil diesen Status hat.
Einbürgerungsvoraussetzungen
- 14 Jahre Wohnsitz plus 12 Monate vor Antragstellung durchgehend und Absicht dauerhaft hier zu leben
- Volljährig und geschäftsfähig
- „guter Charakter,“ nachzuweisen durch polizeiliches Führungszeugnis (ab 16 Jahre)

Durch Registrierung können Bürger werden:
- Ehepartner, ohne Wartezeit,
  - von Staatsbürgern geschiedene Ehepartner nach 3 Jahren, sofern die Ehe 3 Jahre bestanden hatte.
- CUKCs und Briten die seit mindestens 14 Jahre ansässig sind inklusive ihrer Ehepartner und minderjährigen Kinder.
- hier als Staatenlose geborene.
- Kinder von Staatsangehörigen, die aus irgendwelchen Gründen nicht nach dem Abstammungs- oder Geburtsortsprinzips automatisch Bürger geworden sind, als Ermessensentscheidung des Ministers.
- ehemalige Staatsbürger.

Mehrfache Staatsangehörigkeit ist uneingeschränkt gestattet.

### St. Lucia
Lucianer wurde laut Verfassung bei Unabhängigkeit automatisch jeder auf der Insel Geborene, der den Status eines CUKC innehatte. Dies galt auch für ausländische Ehefrauen/Witwen derart Qualifizierter sowie für im Ausland lebende minderjährige Kinder von Personen, die ex lege Lucianer geworden waren.
Es gilt uneingeschränktes ius soli. Die Weitergabe der Staatsbürgerschaft durch Abstammung ist nur in der ersten Generation möglich. Sie konnte von Anfang an über jeden Elternteil erfolgen.
Mehrstaatlichkeit ist erlaubt für CUKCs und “British Protected Persons” bzw. dem jeweiligen Nachfolgestatus sowie Iren.
Einbürgerungsvoraussetzungen
- 7 Jahre Wohnsitz, davon 12 Monate vor Antragstellung durchgehend und Absicht dauerhaft hier zu leben
- Volljährig und geschäftsfähig
- „guter Charakter,“ nachzuweisen durch polizeiliches Führungszeugnis (ab 16 Jahre)
- Lebenslauf
- Kenntnisse der englischen Sprache
- Aufgabe bisheriger Staatsangehörigkeiten

Durch Registrierung können Bürger werden:
- Ehepartner auch verwitwet (anfangs nur Ehefrauen/Witwen), ohne Wartefrist; bei Auslandswohnsitz als Ermessensentscheidung des Ministers.
- Findelkinder, als Ermessensentscheidung.
- Kinder von Staatsangehörigen, die aus irgendwelchen Gründen nicht nach dem Abstammungs- oder Geburtsortsprinzips automatisch Bürger geworden sind, als Ermessensentscheidung des Ministers.
- Uneheliche Kinder unter 18 einer ausländischen Mutter nach Vaterschaftsanerkennung oder Legitimation.
- Minderjährige, von Einheimischen adoptierte Kinder, als Rechtsanspruch.
- Minderjährige Staatenlose, als Ermessensentscheidung.
- ehemalige Staatsbürger.
- CUKCs, die als Staatsdiener 7 Jahre im Lande gelebt haben, als Ermessensentscheidung.

Es gibt keine Schutzvorschrift zur Verhinderung von Staatenlosigkeit bei Aufgabe oder Entzug der Staatsbürgerschaft.
Anträge werden gewöhnlich innerhalb zwei Monaten beschieden. Zuständig ist die “Citizenship Unit – Ministry of Home Affairs”.

### St. Vincent und die Grenadinen
St. Vincent war mit Unterbrechungen seit 1722 britisch, ab 1969 assoziierter Staat. Die Grenadinen gehörten bis 1979 zu Grenada.
Vincenter wurden laut Verfassung bei Unabhängigkeit 1979 alle vor dem Unabhängigkeitstag britischen Untertanen (CUKCs), die auf den Inseln geboren oder eingebürgert gewesen waren. Dazu Kinder und Ehefrauen/Witwen der wie vor Qualifizierten.
Es gilt uneingeschränktes ius soli. Weitergabe der Staatsbürgerschaft durch Abstammung ist nur in der ersten Generation möglich. Mehrfache Staatsangehörigkeit ist unbeschränkt möglich.
Einbürgerungsvoraussetzungen
- 6 Jahre Wohnsitz, davon 12 Monate vor Antragstellung durchgehend und Absicht dauerhaft hier zu leben
- Volljährig und geschäftsfähig
- „guter Charakter,“ nachzuweisen durch Führungszeugnis des letzten Aufenthaltslandes
- Kenntnisse der englischen Sprache
- Gesundheitszeugnis
- Aufgabe bisheriger Staatsangehörigkeiten, falls der Minister dies verlangt
- Treueeid

Durch Registrierung können Bürger werden:
- Ehepartner, als Rechtsanspruch.
- Ehefrauen, deren Mann zur Unabhängigkeit ex lege Vincenter geworden wäre, aber vorher verstarb.
- Kinder von Staatsangehörigen, die aus irgendwelchen Gründen nicht nach dem Abstammungs- oder Geburtsortsprinzips automatisch Bürger geworden sind, als Ermessensentscheidung des Ministers.
- Uneheliche Kinder unter 18 einer ausländischen Mutter nach Vaterschaftsanerkennung oder Legitimation.
- bei „besonderen Verdiensten“ um das Land nach 5 Jahren und Vorliegen der anderen Einbürgerungsvoraussetzungen, als Ermessensentscheidung.
- Staatenlose und anerkannte Flüchtlinge, als Ermessensentscheidung.
- ehemalige Staatsbürger.
- CUKCs nach 7 Jahren Wohnsitz.

Gebürtigen Vicentern kann die Staatsangehörigkeit nie entzogen werden. Die Aufgabe der Staatsangehörigkeit ist nicht möglich, wenn sich St. Vincent im Krieg mit dem Aufnahmeland befindet. Eingebürgerten kann die Staatsangehörigkeit wieder entzogen werden, falls sie fünf Jahre im Ausland leben.
Zuständig ist das “Office of the Prime Minister”.

### Trinidad und Tobago
Für die Definition eines Staatsbürgers griff man in der Verfassung 1976 auf die älteren Regeln zurück. Es galt laut Verfassung 1976 uneingeschränktes ius soli.
Weitergabe der Staatsbürgerschaft durch Abstammung ist nur in der ersten Generation möglich. Ein entsprechendes “certificate of citizenship” muss vor dem 19. Geburtstag beantragt werden.
Uneheliche, minderjährige Kinder einer ausländischen Mutter werden durch Vaterschaftsanerkennung oder Legitimation automatisch Staatsangehörige. Im Ausland 1962–77 geborene Kinder trinidadischer Mütter hatten die Staatsangehörigkeit ab Geburt nicht erhalten. Mit Inkrafttreten der neuen Verfassung wurden sie rückwirkend eingebürgert.
Doppelte Staatsbürgerschaft ist seit 1988 für Gebürtige zulässig oder wenn der Staatsbürger durch Heirat automatisch die seines ausländischen Partners erhält. Ansonsten geht die Staatsbürgerschaft bei Annahme einer fremden automatisch verloren.
Einbürgerungsvoraussetzungen
- 5 [früher: 8] Jahre Wohnsitz, davon 12 Monate vor Antragstellung durchgehend
- Volljährig (18) und nicht geisteskrank gem. dem Mental Health Act
- „guter Charakter“
- hinreichende (“adequate”) Kenntnisse der englischen Sprache
- Nachweis zweier geschalteter Zeitungsanzeigen, den Einbürgerungswillen anzeigend
- Einkommenssteuerbescheid
- 4 Passbilder, den Antragsteller zeigend, jedes zu bescheinigen durch vier seriöse Zeugen (Beamte, Polizisten, Lehrer, Pfarrer usw.), die den Antragsteller für die Anwartszeit persönlich kennen müssen
- Eidesleistung, ggf. von Minderjährigen innerhalb eines Jahres nach 18. Geburtstag nachzuholen

Durch Registrierung können Bürger werden:
- Ehepartner, unter Aufgabe bisheriger Staatsangehörigkeit.
- CUKCs, British Protected Persons und Iren nach 5 Jahren Wohnsitz (oder im überseeischen Staatsdienst für T&T). Als Ermessensentscheidung kann auch die Wartefrist auf ein Jahr verkürzt werden.
- Minderjährige, die von einem Staatsangehörigen adoptiert worden sind.
- Minderjährige im Lande lebende Ausländer, als Ermessensentscheidung.

Die Staatsangehörigkeit geht für Eingebürgerte automatisch verloren wenn eine andere angenommen wird, außer eine solche Verleihung erfolgt wegen Heirat. Auf Antrag kann der Minister die Wiederaufnahme ehemaliger Staatsangehöriger gestatten, sofern der Antragsteller kein Gewohnheitsverbrecher (“habitual criminal”) o. ä. ist.
Zuständig ist das Ministry of National Security.

## Staatsangehörigkeitskauf
Die meisten der kleinen Inselstaaten erlauben, dem Vorbild Liechtensteins und Haitis in den 1940ern folgend, den direkten Erwerb der Staatsangehörigkeit als sogenannte “Citizenship by Investment”, beispielhaft St. Kitts und Nevis. Auf Dominica heißt dies “economic citizenship programme”. Antragsteller müssen mindestens 18 Jahre alt sein und kostenpflichtig eine von der jeweiligen Regierung konzessionierte Agentur einschalten. Preise und Verpflichtungen sind unterschiedlich, vielfach genügt der Kauf von Wohneigentum. Minderjährige Kinder und Ehepartner sind normalerweise mit erfasst, für sie wird aber eine zusätzliche Gebühr fällig. Einige Länder gestatten auch Eltern oder Großeltern im Rentenalter. Nur Grenada verlangt, dass Antragsteller tatsächlich im Lande leben und eine Daueraufenthaltserlaubnis haben.

## Verbliebene britische Überseegebiete
Es gelten die jeweiligen britischen Staatsangehörigkeitsgesetze.
Die eingeborenen Bewohner, die nicht “British Citizens”, sondern nach 1948 CUKCs waren, erhielten als meist Nicht-Weiße per Gesetzesänderung 1981 zum 1. Jan. 1983 den minderwertigen Status der British Dependent Territories citizenship (BDTC).
Durch den Nationality, Immigration and Asylum Act 2002 wurden fast alle BDTC zu britischen Vollbürgern, bzw. man gab ihnen den Rechtsanspruch sich als solche registrieren zu lassen. Parallel dazu erhielten die Bewohner der Überseegebiete den neuen Status “British Overseas Territories citizen”.
Erst der Nationality and Borders Act 2022 beendete die letzten Reste der Benachteiligung für unehelich geborenen Kinder. Allerdings hatten die meisten Selbstverwaltungsorgane der Überseegebiete solches schon in ihre lokalen Regeln aufgenommen.
Für alle diese Kolonien hat man einen lokalen Zugehörigenstatus (“belonger”) geschaffen. Nur mit diesem darf derjenige, der “sufficiently indigenous to the Territory” ist, die vollen Bürgerrechte ausüben. Gemeinsam ist diesen, dass man “Belonger” durch Geburt wird. Ein späterer Erwerb bedarf regelmäßig deutlich längerer Anwartzeiten als eine Einbürgerung als BOTC.

Welche Art Staatsangehörigkeit und somit Reisepässe Bewohner erhalten, richtet sich nach den erwähnten Gesetzen, nicht dem Zugehörigenstatus.
Unterschiedliche Regelungen bestehen 2023 noch hinsichtlich der Anerkennung der Homo-Ehe und damit der ggf. möglichen erleichterten Einbürgerung eines Partners.

### Anguilla
Anguilla war bis 1980 Teil von St. Christopher-Nevis-Anguilla jedoch schon seit 1967 weitgehend selbstverwaltend. Man wollte dann nicht mit den anderen beiden Inseln unabhängig werden.
Der “Belonger”-Status wurde 2019 zu Anguillan umbenannt. Um ihn auf Antrag zu erwerben, muss man 15 Jahre auf der Insel wohnen oder seit drei Jahren hier mit einem Einheimischen verheiratet sein. Über die Hälfte der Bevölkerung sind Migranten.

### Bermuda
Um den Status eines “Bermudian” erhalten zu können, muss man fünf Jahre im Lande, unbescholten und solvent sein. Für Ehepartner ist die Wartezeit nur zwei Jahre.

### Britische Jungferninseln
Regelungen traf man in der Virgin Islands Constitution Order, 1976.
Im Oktober 2022 wurde angekündigt, die Anwartzeit auf den “Belonger”-Status von zwanzig auf zehn Jahre zu senken. 2019 hatten geschätzt 34 % der knapp 30000 Bewohner diesen Status.
Zuständig ist das Standesamt (“Civil Registry”).

### Kaimaninseln
Die Kaimaninseln waren 1863–1958 Jamaika unterstellt.
Einbürgerung als BOTC sind nach fünf Jahren Wohnsitz (Ehepartner nur 3 Jahre) mit mindestens einem Jahr Daueraufenthaltserlaubnis möglich. Man kann den “Belonger”-Status (“Caymanian”) nach fünfzehn Jahren legalem Aufenthalt beantragen (Ehepartner nach 7 Jahren). Sollte es sich beim Partner um einen Eingebürgerten (“naturalisation” oder “registration”) handeln, dann frühestens fünf Jahre nach diesem Verwaltungsakt.
2021 schätzte man, dass 34.000 der 65.000 starken Wohnbevölkerung “Belonger” waren.

### Montserrat
BDTC von Montserrat wurde zum 1. Januar 1983 wer hier vor dem Stichtag geboren oder eingebürgert worden war. Außerdem wer, unabhängig vom Geburtsort, als eheliches Kind, einen hier geborenen Vater hatte, der am Geburtstag des Kindes CUKC war. Außerdem Ehefrauen eines wie vor Qualifizierten.
Wer den Status eines Montserratian hat oder erhalten kann, ist in der Verfassung geregelt. Seit 1982 erhielt den Zugehörigenstatus jeder auf der Insel als eheliches Kind Geborene, wenn der Vater den Status hatte oder Daueraufenthaltsrecht.
Die diskriminierenden Bestimmungen bezüglich unehelicher Geburt und Statusvererbung über die Mutter wurden zum 1. Juli 2006 aufgehoben. Benachteiligte können erst seit 2022 nachträglich auf gebührenpflichtigen Antrag (“registration”) den Status erwerben.
Einen Antrag stellen darf man nach einem Jahr im Besitz einer Daueraufenthaltserlaubnis, die nach fünf bis acht Jahren erhältlich ist. Ehepartner dürfen nach drei Jahren Ehe und Wohnsitz Montserratiner werden.
Die Volkszählung 2018 fand 4649 Einwohner, von denen etwa siebzig Prozent hier geboren waren. Schon 2001 wohnten fast 8000 Montserratiner in England.

### Turks- und Caicosinseln
1799 von den Bahamas mit verwaltet. 1843–73 eigene Kolonie, dann bis 1958 Jamaika unterstellt.
Der “Belonger”-Status wurde 2011 zum “Turks and Caicos Islander Status” umbenannt. Der Kreis derer, dem er wegen „Verdiensten“ wirtschaftlicher oder sozialer Art verliehen werden kann, wurde ausgeweitet.
Ab Geburt Turks and Caicos Islander wird man, wenn man auf den Inseln geboren ist und ein Elternteil diesen Status hat. Bei Auslandsgeburt (oder Adoption) wenn ein Elternteil diesen Status hat und mindestens ein Großelternteil auf den Inseln geboren worden war. Beantragen kann man den Status als „BOTC der Turks and Caicos Islands“ nach mindestens fünf Jahren Wohnsitz mit Daueraufenthaltserlaubnis oder als British Citizen bzw. BOTC nach zehn Jahren Wohnsitz, in beiden Fällen ohne Haftstrafe oder Privatinsolvenz.
Laut Volkszählung 2012 hatten 12.239 der 31.458 Einwohner “Belonger”-Status.

## Diaspora
Abgesehen von den Sonderfällen Montserrat, wo die Bevölkerung nach Vulkanausbruch abgesiedelt wurde und St. Kitts, leben 35–40 % der Staatsbürger der kleinen Inselstaaten im Ausland. Bemerkenswert ist, dass 75–80 % der Westinder mit tertiärer Bildung auswandern, wobei die Geschlechterverteilung 2000 bei 100 Frauen zu 82 Männern lag.
In St. Kitts-Nevis lag schon in den 1960er und 1970er Jahren die Auswanderungsquote um 42 % über dem natürlichen Bevölkerungszuwachs. Zwischen 2010 und 2015 emigrierten über 80.000 Einwohner von dort, so dass im Jahre 2020 zwei Drittel der Staatsbürger im Ausland lebten.
Auch inner-karibisch findet Migration statt, so ist der Ausländeranteil auf den Cayman Islands seit 1990 über 40 % und hatte 2000 mit 46 % seinen Zenit erreicht.
In Großbritannien
Die etwa eine halbe Million Gastarbeiter der “Windrush-Generation”, so genannt nach dem Namen eines der ersten Einwandererschiffe, kam 1948–71 nach Großbritannien. Während dieser Zeit wanderte etwa ein Drittel der Bevölkerung Montserrats ab. Für Granada, Dominica und St. Lucia lagen die Quoten bei 9–15 %. In absoluten Zahlen waren die aus Jamaika, Trinidad und Guyana ins Mutterland Ziehenden größer.
Durch das Staatsbürgerschaftsgesetz 1981 wurden viele dieser ausgebürgert ohne sich dessen bewusst zu sein. Zunächst war dies nur für Auslandsreisende von Bedeutung, wenn sie einen Pass beantragten. Regelungen, die 2012 unter Leitung der ausländerfeindlichen Teresa May erlassen worden waren, sollten illegalen Einwanderern u. a. das Recht auf Behandlung durch den NHS verbieten. Tausende seit Jahrzehnten im Lande wohnende wurden, zunehmend nach dem Brexit-Referendum vom Innenministerium (Home Office) aufgefordert schleunigst nachzuweisen, dass sie bei Ankunft das “right of abode” genannte Daueraufenthaltsrecht erhalten hatten. 2018 wurden diese Schikanen als “Windrush-Skandal” bekannt.
Seit den 1990er Jahren sind jedoch die USA und Kanada bevorzugte Zielländer der Abwanderung. Die meisten Auswanderer zogen in die größten Städte, so dass London, New York und Toronto heute die Metropolen mit der größten Diaspora sind.
In den USA
Bereits zwischen 1900 und 1924 (verschärftes Einwanderungsgesetz) zogen rund 150.000 Bewohner in die USA. Nach der Einwanderungsgesetzesreform 1965, bei der alle Rassenschranken fielen und zeitgleich die Migration nach England schwieriger wurde, sind die USA Hauptziel der Auswanderer.
In Deutschland
Die Ausländerstatistik von Beschäftigten der Bundesanstalt für Arbeit wies Ende 2022 630 werktätige Jamaikaner, 602 aus Dominica, 67 Antiguer, 49 aus St. Lucia und 20 aus St. Kitts-Nevis nach.